# Подмена (фильм, 1980)
«Подмена» (встречается ошибочный перевод «Перебежчик»; англ. The Changeling) — канадский мистический фильм ужасов режиссёра Питера Медака. Фильм был снят в 1979 году, премьера состоялась 28 марта 1980 года.
Со слов одного из сценаристов Расселла Хантера, сюжет был навеян событиями, произошедшими, когда он жил в особняке Генри Трита Роджерса в денверском районе Чизмен-Парк в штате Колорадо в конце 1960-х годов.

## Сюжет
После трагической гибели жены и дочери композитор Джон Рассел переезжает в другой город, где поселяется в старинном особняке. С первых же дней в доме начинают происходить странные вещи: сами открываются двери, сами нажимаются клавиши фортепиано, рано по утрам слышится оглушительный грохот, в доме бьются стёкла. 
Проведя обследование дома, Рассел обнаруживает заколоченную комнату в мансарде, где находится детское инвалидное кресло и некоторые вещи ребёнка. Рассел понимает, что в доме находится призрак ребёнка, который очень хочет связаться с ним. Думая о судьбе своей погибшей дочери, музыкант решает помочь призраку и организует спиритический сеанс, в ходе которого призрак сообщает ему, что он — мальчик Джозеф, давно убитый в мансарде этого дома собственным отцом и захороненный в колодце. 
При помощи своей знакомой, Клэр Норман, Рассел узнаёт, что Джозеф — наследник богатейшей семьи — был тяжело болен и близок к смерти. Отец Джозефа в случае ранней смерти мальчика лишался прав на его наследство, и чтобы избежать этого, видимо, решился на убийство сына и его тайную подмену мальчиком-сиротой из приюта, для чего сделал вид, что надолго увозит сына в Европу. 
Рассел начинает поиски тела Джозефа и обнаруживает его в колодце, на который указал призрак. Там же Рассел обнаруживает медальон, доказывающий правоту его предположений относительно того, что Джозеф был подменён. Следуя желанию Джозефа, композитор берёт медальон и заявляется с ним в дом сенатора Джозефа Кармайкла — когда-то бывшего тем самым мальчиком из приюта, что занял место настоящего Джозефа. Кармайкл, видимо, догадывался о тёмной истории своего приёмного отца, но не знал подробностей. Вначале он принимает Рассела за шантажиста, но Рассел безвозмездно отдаёт ему медальон и рассказывает историю трагической судьбы настоящего Джозефа. История шокирует сенатора. 
Возвратившись домой, Рассел обнаруживает, что призрак Джозефа пришёл в неистовство. Видимо, желая, чтобы Рассел отомстил за него, Джозеф был недоволен исходом его встречи с Кармайклом. Он чуть не убивает зашедшую в дом Клэр. В это же время, возможно, при содействии Джозефа, сенатор Кармайкл умирает в своём кабинете, объятый мучительными видениями о судьбе Джозефа. Рассел, вбегая в дом, пытается успокоить призрак Джозефа, но тщетно. Композитор едва избегает смерти от сброшенной на него Джозефом огромной люстры. Призрак Джозефа поджигает дом. Рассел при помощи Клэр с трудом выбирается на улицу.

## Интересные факты
- Фасад особняка был создан специально для фильма, до съёмок дом выглядел совершенно по-другому.
- Режиссёр Алехандро Аменабар заявил в интервью, что это один из его любимых фильмов ужасов, и некоторые его собственные сцены были вдохновлены этим фильмом. [1]